# Listă de conducători ai Vaticanului
Conducătorul Statului Vatican poartă titlul de Papă.